# Kamienica Wolnych w Krakowie
Kamienica Wolnych – zabytkowa kamienica znajdująca się w Krakowie, w dzielnicy I przy placu Szczepańskim 2, na Starym Mieście. 

## Historia
W XIV wieku wzniesiono w miejscu obecnej kamienicy probostwo parafii św. Szczepana. Był to budynek dwupiętrowy, siedmioosiowy, z wysokim dachem i półokrągłą, zasklepioną u góry bramą w środkowej części fasady. Dolna część elewacji wykonana była z ciosanego kamienia. W XVIII wieku nabył go i przebudował malarz Dominik Oesterreicher. W 1844 część pomieszczeń została przekazana Staremu Teatrowi, gdzie w ścianie granicznej znajdowało się specjalne przejście pomiędzy budynkami. W 1852 kamienica została sprzedana bankowi Kirchmajera. Dom ten został zburzony w 1908.
Kamienica Wolnych została wybudowana w latach 1908–1909 w stylu secesji wiedeńskiej dla krakowskiego przedsiębiorcy i radnego miejskiego Jana Wolnego. Projektantem budynku był architekt Wiktor Miarczyński. Podczas II wojny światowej kamienica została zajęta na potrzeby administracji niemieckiej. Po wojnie służyła jako zaplecze sąsiedniego Starego Teatru. Po 1989 powróciła w ręce spadkobierców rodziny Wolnych. W 2011 została gruntownie wyremontowana i odrestaurowana. W 2013 wymieniono poszycie dachowe.
30 marca 1998 kamienica została wpisana do rejestru zabytków. Znajduje się także w gminnej ewidencji zabytków.

## Architektura
Kamienica jest czteropiętrowa, siedmioosiowa. Zwieńczona została wyniosłym dachem z oszkloną werandą, w której znajdowała się pracownia malarza Alojzego Siweckiego. Nad bramą wejściową umieszczony jest monogram JW i rok zakończenia budowy – 1909. Budynek ozdobiony został pięcioma witrażami. Jeden z nich znajduje się nad wejściem do bramy i przedstawia św. Szczepana. W linii górnej wstęgi umieszczono ozdobny napis: "TU STAŁ NIEGDYŚ DOM PARAFII", zaś w bordiurze jego dokończenie: "KOŚCIOŁA ŚW. SZCZEPANA RP. 1909".

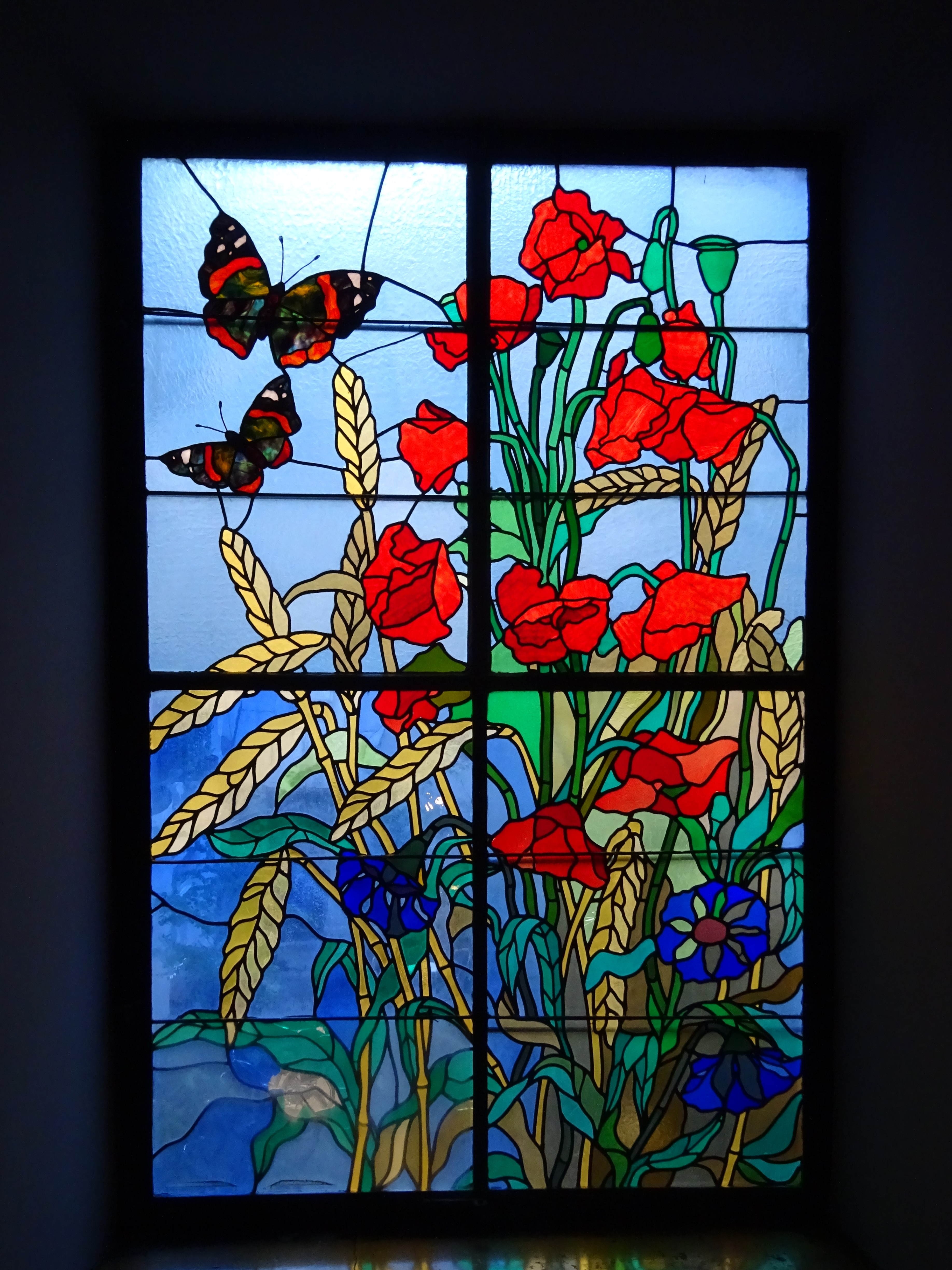
Witraż na I półpiętrze – maki, chabry, kłosy i motyle
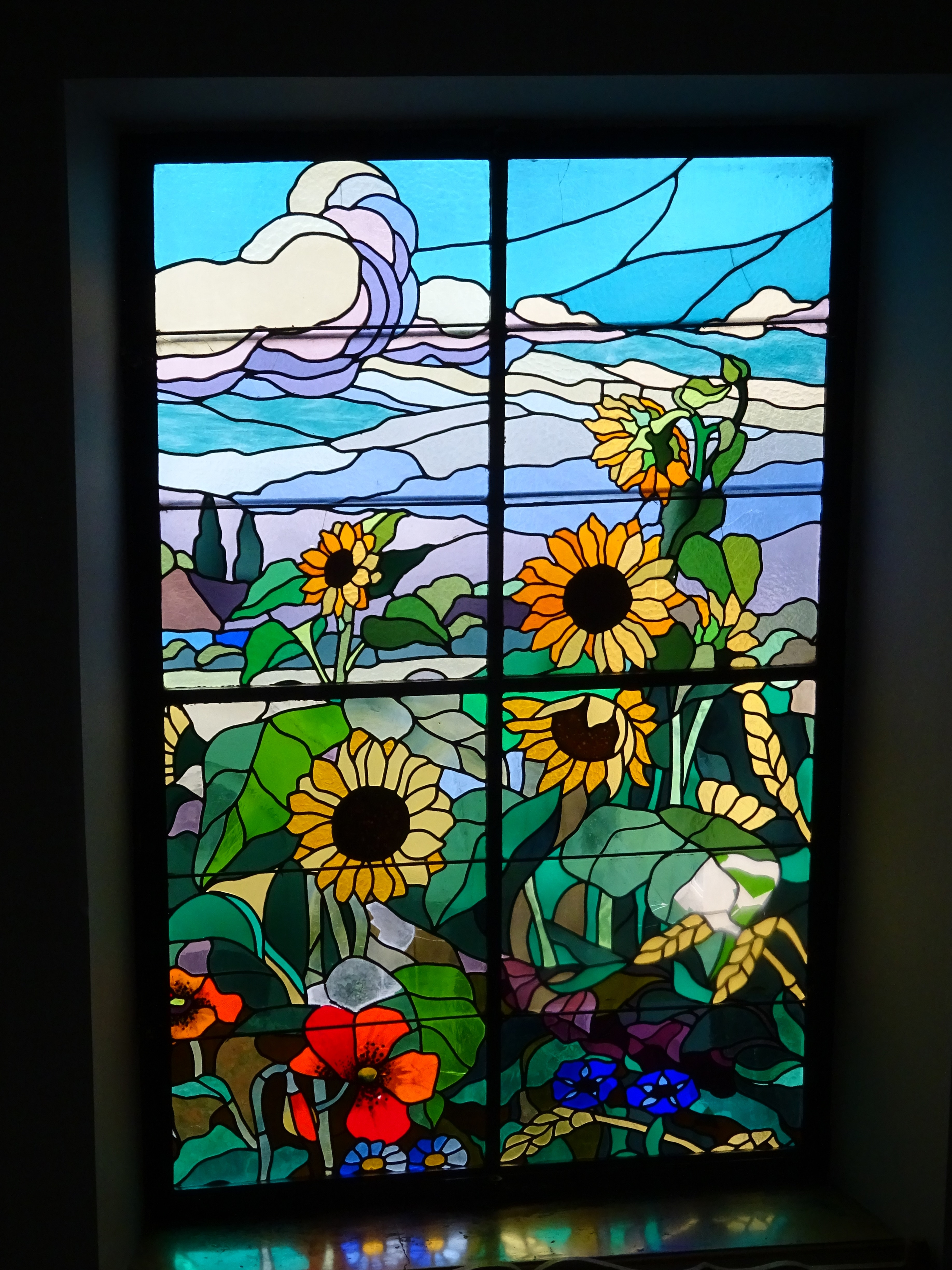
Witraż na II półpiętrze – słoneczniki
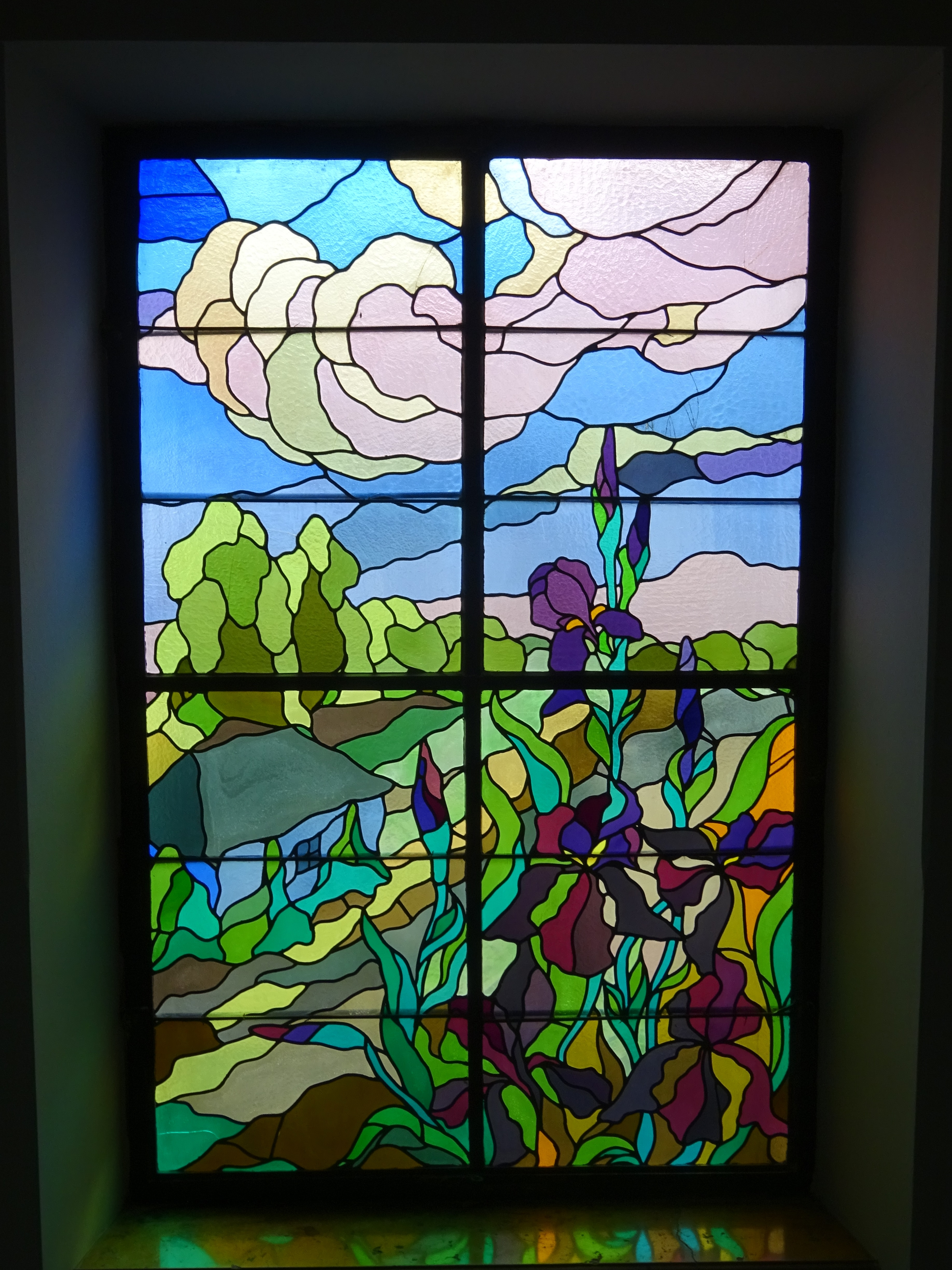
Witraż na III półpiętrze – irysy
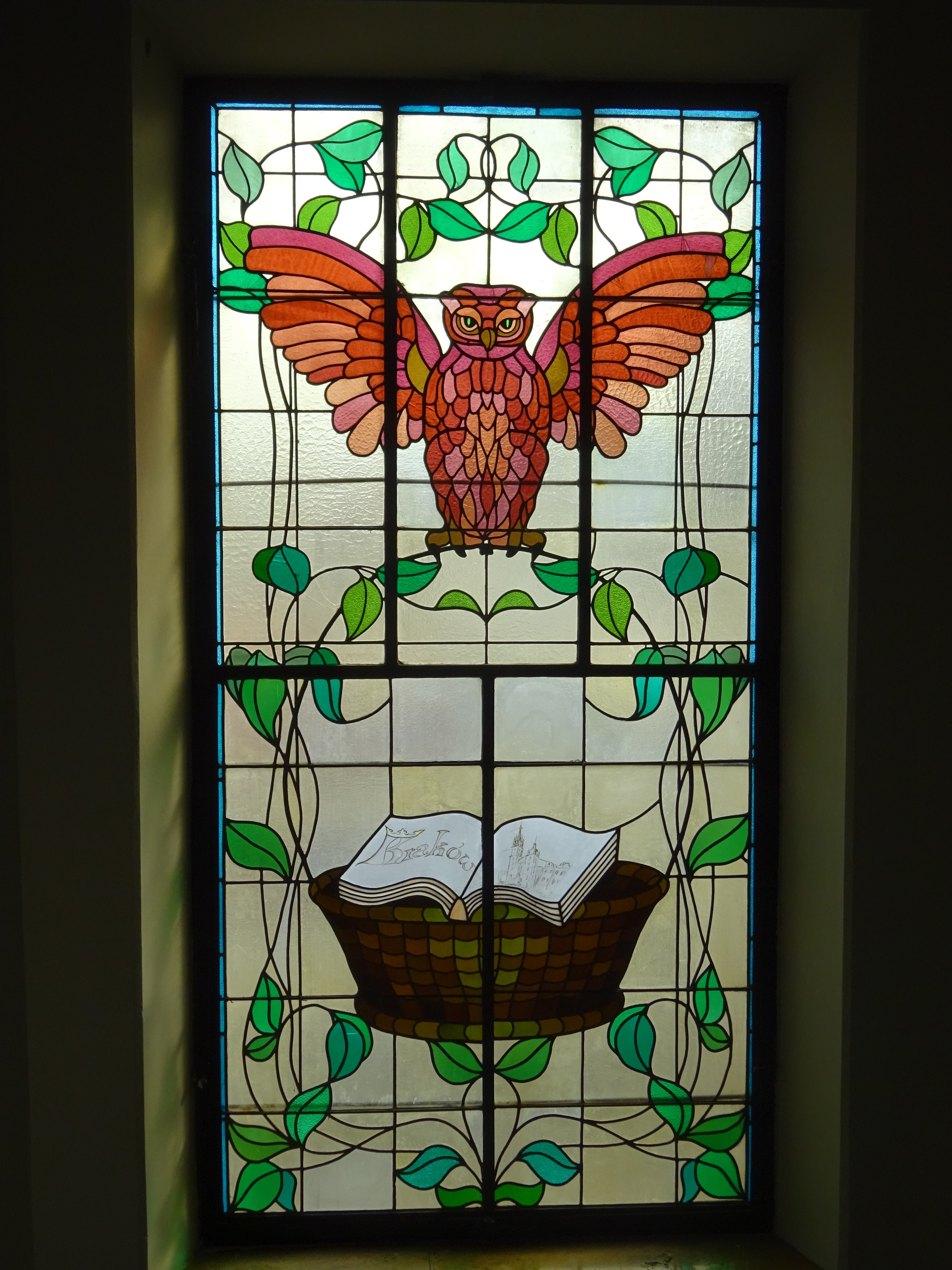
Witraż na IV półpiętrze – sowa, trzymająca w szponach kosz z księgą Krakowa